# エフエム北海道
株式会社エフエム北海道（エフエムほっかいどう）は、北海道を放送対象地域として超短波放送（FM放送）を行っている特定地上基幹放送事業者である。愛称はAIR-G'（エアー・ジー）。コールサインはJOFU-FM。JFN系の基幹局。

## 会社概要
- 代表取締役社長：土屋敦司[1]
- 本社・演奏所：札幌市中央区北1条西2丁目 札幌時計台ビル14階（〒060-8532）[1]
- 東京支社：東京都港区虎ノ門一丁目7-12　虎ノ門ファーストガーデン12階（〒105-8435）[1][注 1]

## 概要
北海道内初の民放FM局として1982年に開局した。当局の開局以前、北海道新聞（道新）系のラジオ局としては、かつて道新が開局に携わった北海道放送（HBCラジオ）があったが、1972年に道新色の強い北海道文化放送（UHB）が開局して以降、道新とHBCの関係は徐々に希薄化が進んでいった。設立時には道新と道新系のUHBが中心的役割を果たし大株主として最も道新色の強いラジオ局となっていたが、マスメディア集中排除原則違反事例への対応の兼ね合いから道新とブロック紙3社連合を組んでいる中日新聞社との間で傘下ラジオ局同士の保有株式取引を行った結果、一時は中日新聞社が筆頭株主となっていた（詳細は後述）。また、北海道テレビ放送（HTB、テレビ朝日・朝日新聞系）も開局当初からの大株主の一つで、HTBとは編成面等で交流がある（『らぢおHTB』の製作や樋口了一の起用、『水曜どうでしょう』の社内ロケなど）。
愛称（コミュニケーションネーム）の「AIR-G'」は開局10年目の1992年から使用している。「AIR」はラジオ放送をイメージし、airplayで共感の世界を広げていくし、「G'」にはGee Great（なんて素敵・素晴らしいんだろう）とリスナーに歓んでもらいたいという願いが込められており、公募により全国約3500通の応募から当時北星学園大学3年のの女子大生による案が選ばれた。また15周年以降はステーションメッセージを制定。開局15周年の1997年は「Hug Hug Kiss Kiss, Air-G'」、開局20周年を前に2001年からは「アイスルコトダヨ」、開局25周年を迎えた2007年は「ほら、となりにいるよ。」をそれぞれ制定した。
かつては本社スタジオと時計台ビル廊下の境界である壁に大きな防音ガラス窓を取り付け、放送中のスタジオを一般に公開していた。現在は撤去され、一般公開も行っていない。
2013年6月から3年間社長を務めた宇佐美暢子（道新出身）は北海道内の民放では初の女性社長だった。

### 関与企業と団体
JFN系列であるが、キー局のTOKYO FM制作の同時ネット番組の比率が平日日中において比較的低く、自社制作の割合が多い。
関連会社として、制作プロダクションのエアジーワークスを有する。

また、当局含めたJFN系列38局はACジャパン（旧・公共広告機構）の正会員企業の一つである。

## 沿革
- 1981年（昭和56年）9月21日 - 株式会社エフエム北海道設立。
- 1982年（昭和57年）9月15日 - 北海道初、全国6番目の民放FM局として本放送開始（当初は札幌送信所と旭川送信所の2ヶ所で開局）。
- 1983年（昭和58年）12月1日 - 小樽中継局開局。
- 1984年（昭和59年）9月15日 - 函館送信所開局。
- 1986年（昭和61年）9月15日 - 札幌大通中継局開局。
- 1987年（昭和62年）9月15日 - 帯広送信所開局。
- 1990年（平成2年）9月15日 - 釧路送信所開局。
- 1992年（平成4年）
  - 4月6日 - 開局10周年を期に新愛称「AIR-G'」を導入[5]。
  - 9月15日 - 網走送信所・北見中継局開局。
- 1993年（平成5年）
  - 4月 - 24時間放送開始（5:00基点で月曜 2:00 - 5:00を除く[注 5]）
  - 9月15日 - 室蘭送信所開局（この時点で道内主要地域の基幹局が全て揃う）。
- 1995年（平成7年）4月 - 札幌地区でFM文字多重放送開始（札幌・札幌大通・小樽）。
- 1996年（平成8年）4月 - 放送エリア内全域でFM文字多重放送開始。
- 2001年（平成13年）11月15日 - 洞爺中継局開局。
- 2003年（平成15年）3月 - 北海道文化放送と共同で開設したサテライトスタジオ「えき☆スタ」がオープン。
- 2005年（平成17年） - FM NORTH WAVEとの共同イベント「FM.W05」初開催（引き続き2006年、2007年も開催）。
- 2007年（平成19年）・2008年（平成20年） - 放送エリア外となっている標津郡中標津町で、同町の電気店が当局を違法中継し、電気店主が逮捕される（詳細は後述）。
- 2008年（平成20年）
  - SMILE SAFETY PROJECTと題される交通安全キャンペーンが開始。
  - 11月 - イーアス札幌内にサテライトスタジオ「AIR-G' studio iias」を開設（翌2009年（平成21年）末で閉鎖）。
- 2011年（平成23年）
  - 1月26日 - KDDIのauスマートフォン・携帯電話向けの民放FM52局ストリーミング配信サービス「LISMO WAVE」にて全国配信を開始。（2019年（令和元年）9月30日終了）
  - 4月20日 - 北海道域内を配信エリアとするradikoの実用化試験配信開始。
  - 12月5日 - Android・iOS向けのJFN系FM局ストリーミング配信サービス「ドコデモFM」にて全国配信を開始。（2021年（令和3年）2月28日終了）
- 2014年（平成26年）- 4月1日 - エリアフリー聴取サービス「radiko.jpプレミアム」による全国配信を開始。
- 2016年（平成28年）9月30日 - FM文字多重放送のサービスを終了[10]。
- 2017年（平成29年）
  - 8月 - 開局35周年を迎えるにあたり、開局以来初となる局マスコットキャラクターの制定を発表。白熊をモチーフとし「べあG'」と命名[11]。
  - 9月 - エフエム北海道と道内22のコミュニティ放送局が参加する「日本コミュニティ放送協会（JCBA）北海道地区協議会」は、番組の相互放送や放送機材の共用などに関する包括連携協定を締結[12]。
- 2018年（平成30年）5月1日 - V-Low帯マルチメディア放送・インターネットラジオサービス「i-dio」にて北海道・東北地方でのサイマル放送・配信を開始（2020年（令和2年）3月31日に放送・配信を終了）。
- 2019年（令和元年） - 8月期の聴取率調査において、道内FM局として初めて全日聴取率で単独1位をHBCラジオから奪取した[13]。（2020年（令和2年）の調査STVラジオが単独1位のため、連覇にはならず陥落した）
- 2023年（令和5年）
  - 3月 - エスコンフィールドHOKKAIDO内にサテライトスタジオ「F STUDIO」（通称・エフスタ）を開設[14]。
  - 9月21日 - 『JR貨物 presents Sound of Train 特別編』で2023年日本民間放送連盟賞エンターテインメント優秀賞受賞とグランプリ候補作品に選ばれる[15][16][17]。
  - 10月25日 - テレビ北海道（TVh）・北海道総合通信網（HOTnet）・テレビ北海道技術センターとの4社共同により、当局のマスター室に設置されている放送設備をリモート監視する実証実験をTVhのマスター室を監視拠点とし同局が開発しマスター業務をリモート運用できる「バーチャルマスターオペレーター」を用いて同日から10日間行った[18]。
- 2024年（令和6年）
  - 12月1日 - 夜間の監視業務をテレビ北海道に委託。昨年10月の「バーチャルマスターオペレーター」を用いた実証実験を経て人手不足の解消や業務の効率化を進める[19][20]。

## 資本構成
企業・団体は当時の名称。出典：

### 資本構成の変遷にかかる経緯
2005年1月19日発表の総務省報道資料「放送事業者への出資状況に関する点検結果」によると、総務省が2004年11月19日付で民間放送事業者に求めた報告で道新が47.5%、HTBが14.0%出資していたことが明らかにされた。道新は放送エリアが同一であるUHBに48.1%の出資を行っており、またHTBは自社と放送エリアが同一のため、いずれも当社に対する10%を超える出資はマスメディア集中排除原則に抵触していた。

このため、道新は同じブロック紙3社連合に属する中日などに保有株を売却し、保有比率を上限いっぱいの10%に抑えた。逆に、道新は中日がやはり制限を超えて保有していた三重エフエム放送株式の19.9%相当分と、ZIP-FM株式の10%相当を受け取っている。
その後、マスメディア集中排除原則の規制緩和により、道新が複数局の大株主となっても問題なくなったことから、2021年末時点では北海道新聞社が31.9%に出資比率を引き上げている。

### 2015年3月31日 - 2016年3月31日
| 資本金    | 発行済株式総数 | 株主数 |
| --------- | -------------- | ------ |
| 4億9000円 | 10,000株       | 31     |

| 株主             | 株式数  | 比率  |
| ---------------- | ------- | ----- |
| 中日新聞社       | 1,700株 | 17.0% |
| 北海道テレビ放送 | 1,400株 | 14.0% |
| 北海道新聞社     | 1,000株 | 10.0% |
| 北海道文化放送   | 0,600株 | 06.0% |

## JFNサテライトネットワーク道内中継回線概要
悪天候によるフェージングなどによってキー局のエフエム東京（TOKYO FM）から衛星への通信が出来ない場合には、エフエム北海道から通信衛星へアップリンクしJFN加盟局に配信することになっている。また、多額の回線費用がかかる道内各中継所への中継回線にもコスト削減から同じ衛星が使われている。当初はNTT中継回線が使われていたが、文字多重放送（見えるラジオ）の北海道内全域での開始を機に、1996年頃に衛星回線に移行した。そのため受信の際、札幌地区以外の地域では日本標準時より0.5秒の遅れが発生する。
- システム概要（ネットワーク運用開始時）
  - 使用衛星　JCSAT-2A、Kuバンド、トランスポンダ分割利用で使用帯域2.7MHz、垂直偏波
  - 伝送方式　SCPC-FDMA方式、シーケンシャル符合、QPSK変調
  - 音声圧縮方式　ADPCM方式、コーデックは英国のAPT社、22kHzステレオ音声、384kbps、左チャンネルに文字データ4800bps、右チャンネルにCM制御ネットキュー信号1200bpsが多重化される。
  - その他、コーデックなどを除き全般のシステムはNECが一部は日立製作所が担当した。JFNサテライトネットワークはA～Dラインまであるが道内中継回線はDラインを使用する（Cラインはブロック地域のイベント番組等地方局同士のネットに使用される汎用回線といった位置づけ）。なおA～Dラインは情報量等全て同等の品質で伝送。また将来の構想としての各種データ送り用に5チャンネル（64kbps）も用意。
- エフエム北海道の設備
  - パラボラアンテナ　直径3.6mカセグレンパラボラアンテナ、融雪装置、最大送信出力300W
  - 道内各中継局受信アンテナ　直径1.8mオフセットパラボラアンテナに統一
  - その他、JFNサテライトネットワークでは副局として東京が悪天候などの際に重要な役割を担っている。
- 備考
  - 札幌大通・小樽・洞爺・北見の各中継局ではサテライト（CS）受信を使用せず、近隣局を親局としてエア受けしている。またJFNは全国を5つのブロックに分けてそれぞれブロックキー局を指定し、万一の事態に備えてバックアップ用のデジタルLINE回線もある。
  - エフエム北海道は北海道・東北地区のブロックキー局としてエフエム青森・エフエム岩手・エフエム秋田・エフエム山形・エフエム仙台・エフエム福島が悪天候等の理由からサテライトで受信出来ない場合に限り、各局向けに番組を伝送する。運用開始時はINS64にてBチャンネル（64kbps）2本を使用同期して128kbps。コーデックCCS社のCDQ2000によりMUSICAM方式の音声圧縮で20kHzのステレオ音声。このうち9600bpsを文字データとCM制御信号に取っている。エフエム東京とエフエム北海道の間はINS1500で結んでいた。

## 周波数

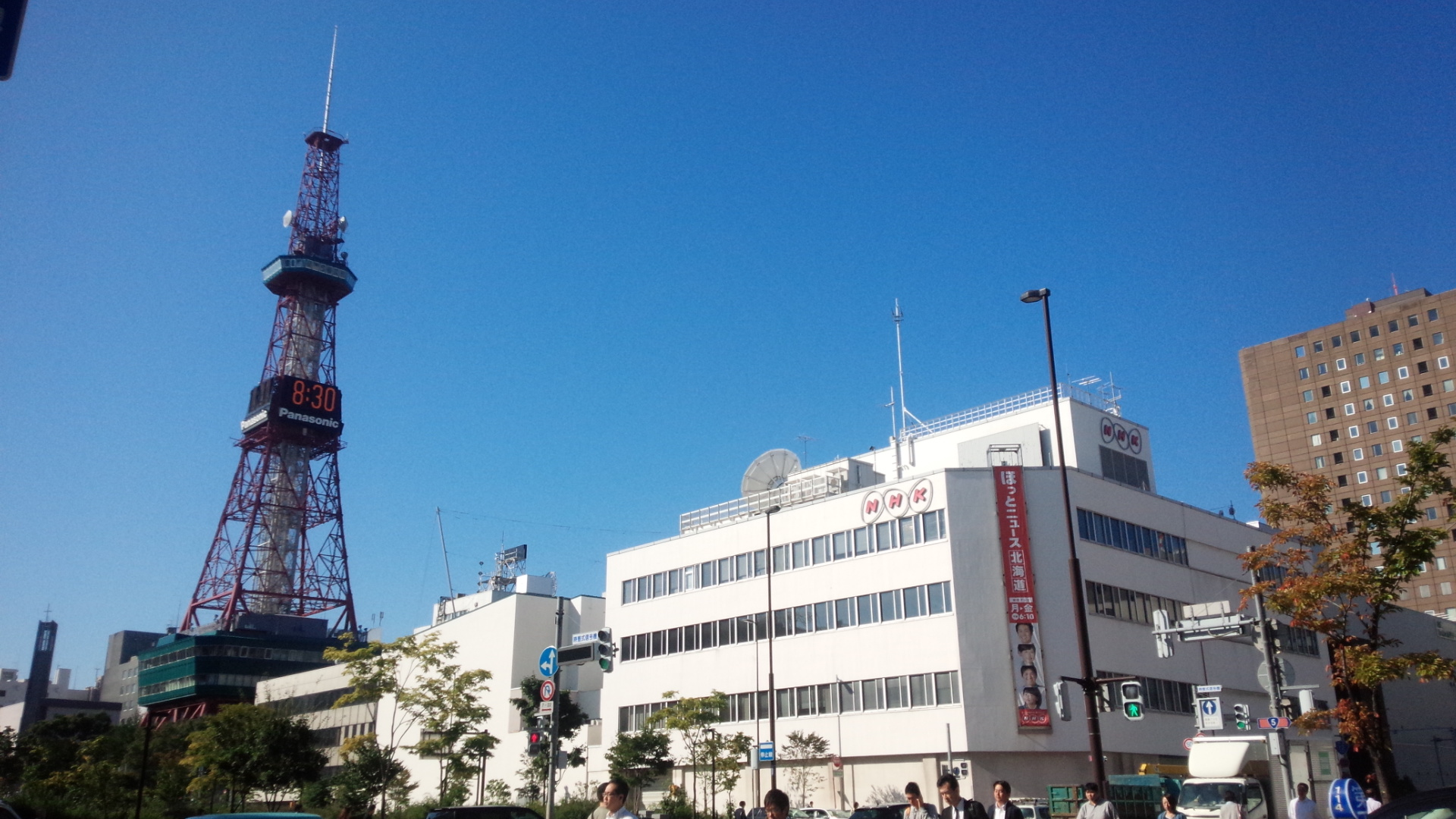
札幌大通中継局があるさっぽろテレビ塔

7つの基幹送信所は整備されているが、中継局が少ないため各地区とも受信困難な地域がある。ただし、これらの地域でもradikoでの聴取は可能。
送信所・中継局の多くは北海道文化放送（UHB）など既存放送局の送信施設を使用している。
| 地区 | 中継局   | 周波数  | 空中線電力 | コールサイン /JOFU-FM |
| ---- | -------- | ------- | ---------- | --------------------- |
| 札幌 | 札幌     | 80.4MHz | 5kW        | SAPPORO（TEINE）      |
| 札幌 | 札幌大通 | 79.2MHz | 15W        | SAPPORO（ODORI）      |
| 札幌 | 小樽     | 81.9MHz | 100W       | OTARU                 |
| 旭川 | 旭川     | 76.4MHz | 500W       | ASAHIKAWA             |
| 函館 | 函館     | 88.8MHz | 250W       | HAKODATE              |
| 室蘭 | 室蘭     | 89.4MHz | 250W       | MURORAN               |
| 室蘭 | 洞爺     | 86.5MHz | 100W       | TOYA                  |
| 帯広 | 帯広     | 78.5MHz | 250W       | OBIHIRO               |
| 北見 | 網走     | 83.1MHz | 250W       | ABASHIRI              |
| 北見 | 北見     | 87.8MHz | 100W       | KITAMI                |
| 釧路 | 釧路     | 86.4MHz | 250W       | KUSHIRO               |

## ケーブルテレビ・有線放送による配信
札幌市内と北広島市の一部地域ではケーブルテレビ局J:COM札幌を通じて受信できる他、直接受信が困難な地域では有線放送を契約して聴取することができる。
- ケーブルテレビ - J:COM札幌、NCV函館センター
- 有線放送 - USEN440

## 違法中継事件
- 2007年から2008年にかけて、根室管内中標津町でAIR-G'とNORTHWAVEを違法に中継したとして町内の電気店主が逮捕される事件があった。当時、中標津町は民放FM局を受信しにくい地域であったが、地元住民などの間で「聞けるようになった」と話題になっていた。しかし他の無線に混信が発生するなど影響が出たことから北海道総合通信局からの告発を受けた釧路方面中標津警察署が捜査していたところ、電気店でFMアンテナが向けられていたことから店主を事情聴取。その後電波法違反で逮捕された。このようなことは開局以来初めてである[39]。
- その後中標津町ではコミュニティFM「FMはな」が開局し、NORTHWAVEの番組も一部再送信を開始した。しかしAIR-G'の再送信は行われておらず（当初は夜間、日曜等の一部時間の再送信の予定で一時局のホームページにも掲載されていた）、またNORTHWAVEの再送信も2010年9月30日で取りやめとなった。

## オープニング・クロージング
オープニングではBGMが流れ、高山秀毅アナウンサーの声でコールサイン、放送局名、各地周波数、コールサイン、放送局名が読み上げられる。
クロージングについてはクロージング最初のジングルはオープニングと異なるジングルが使用されている。
オープニングは毎週月曜日から金曜日までの4時57分頃、クロージングについては毎週日曜日の26時00分に放送されている。

## 主な番組
Category:AIR-G'の番組も参照。
- 月曜未明の2:00 - 5:00を除く終夜放送。
- 上記のほか、不定期で各送信所・中継局で個別に放送を休止する場合がある。ただし放送休止中でも大掛かりなメンテナンスがない限り、停波はせず無音のまま送出を続けている。

### 現在放送中の番組
2024年4月現在。太字は自社制作番組。

#### 平日
| 時                             | 月曜日 | 火曜日 | 水曜日 | 木曜日 | 金曜日 |
| ------------------------------ | --- | --- | --- | --- | --- |
| 5                              | 5:00 MUSIC PATIO PRIME | 5:00 MUSIC PATIO PRIME | 5:00 MUSIC PATIO PRIME | 5:00 MUSIC PATIO PRIME | 5:00 MUSIC PATIO |
| 5                              | 5:50 あぐりずむ（TOKYO FM） | | | | 5:00 MUSIC PATIO |
| 6                              | 6:00 Morning Morning! ▽金曜 6:45 明日のいのちをつなぐ～心あたたまるエピソード（エフエム大阪） ▽6:55 MY OLYMPIC （TOKYO FM） ▽7:00 - 7:30、8:00 - 8:20 ONE MORNING （TOKYO FM） | 6:00 Morning Morning! ▽金曜 6:45 明日のいのちをつなぐ～心あたたまるエピソード（エフエム大阪） ▽6:55 MY OLYMPIC （TOKYO FM） ▽7:00 - 7:30、8:00 - 8:20 ONE MORNING （TOKYO FM） | 6:00 Morning Morning! ▽金曜 6:45 明日のいのちをつなぐ～心あたたまるエピソード（エフエム大阪） ▽6:55 MY OLYMPIC （TOKYO FM） ▽7:00 - 7:30、8:00 - 8:20 ONE MORNING （TOKYO FM） | 6:00 Morning Morning! ▽金曜 6:45 明日のいのちをつなぐ～心あたたまるエピソード（エフエム大阪） ▽6:55 MY OLYMPIC （TOKYO FM） ▽7:00 - 7:30、8:00 - 8:20 ONE MORNING （TOKYO FM） | 6:00 Morning Morning! ▽金曜 6:45 明日のいのちをつなぐ～心あたたまるエピソード（エフエム大阪） ▽6:55 MY OLYMPIC （TOKYO FM） ▽7:00 - 7:30、8:00 - 8:20 ONE MORNING （TOKYO FM） |
| 7                              | 6:00 Morning Morning! ▽金曜 6:45 明日のいのちをつなぐ～心あたたまるエピソード（エフエム大阪） ▽6:55 MY OLYMPIC （TOKYO FM） ▽7:00 - 7:30、8:00 - 8:20 ONE MORNING （TOKYO FM） | 6:00 Morning Morning! ▽金曜 6:45 明日のいのちをつなぐ～心あたたまるエピソード（エフエム大阪） ▽6:55 MY OLYMPIC （TOKYO FM） ▽7:00 - 7:30、8:00 - 8:20 ONE MORNING （TOKYO FM） | 6:00 Morning Morning! ▽金曜 6:45 明日のいのちをつなぐ～心あたたまるエピソード（エフエム大阪） ▽6:55 MY OLYMPIC （TOKYO FM） ▽7:00 - 7:30、8:00 - 8:20 ONE MORNING （TOKYO FM） | 6:00 Morning Morning! ▽金曜 6:45 明日のいのちをつなぐ～心あたたまるエピソード（エフエム大阪） ▽6:55 MY OLYMPIC （TOKYO FM） ▽7:00 - 7:30、8:00 - 8:20 ONE MORNING （TOKYO FM） | 6:00 Morning Morning! ▽金曜 6:45 明日のいのちをつなぐ～心あたたまるエピソード（エフエム大阪） ▽6:55 MY OLYMPIC （TOKYO FM） ▽7:00 - 7:30、8:00 - 8:20 ONE MORNING （TOKYO FM） |
| 8                              | 6:00 Morning Morning! ▽金曜 6:45 明日のいのちをつなぐ～心あたたまるエピソード（エフエム大阪） ▽6:55 MY OLYMPIC （TOKYO FM） ▽7:00 - 7:30、8:00 - 8:20 ONE MORNING （TOKYO FM） | 6:00 Morning Morning! ▽金曜 6:45 明日のいのちをつなぐ～心あたたまるエピソード（エフエム大阪） ▽6:55 MY OLYMPIC （TOKYO FM） ▽7:00 - 7:30、8:00 - 8:20 ONE MORNING （TOKYO FM） | 6:00 Morning Morning! ▽金曜 6:45 明日のいのちをつなぐ～心あたたまるエピソード（エフエム大阪） ▽6:55 MY OLYMPIC （TOKYO FM） ▽7:00 - 7:30、8:00 - 8:20 ONE MORNING （TOKYO FM） | 6:00 Morning Morning! ▽金曜 6:45 明日のいのちをつなぐ～心あたたまるエピソード（エフエム大阪） ▽6:55 MY OLYMPIC （TOKYO FM） ▽7:00 - 7:30、8:00 - 8:20 ONE MORNING （TOKYO FM） | 6:00 Morning Morning! ▽金曜 6:45 明日のいのちをつなぐ～心あたたまるエピソード（エフエム大阪） ▽6:55 MY OLYMPIC （TOKYO FM） ▽7:00 - 7:30、8:00 - 8:20 ONE MORNING （TOKYO FM） |
| 9                              | 9:00 スパクル!! 〜Cool Beats & Pop Life〜 ▽11:00 坂本美雨のディア・フレンズ（TOKYO FM）                                                                                        | 9:00 スパクル!! 〜Cool Beats & Pop Life〜 ▽11:00 坂本美雨のディア・フレンズ（TOKYO FM）                                                                                        | 9:00 スパクル!! 〜Cool Beats & Pop Life〜 ▽11:00 坂本美雨のディア・フレンズ（TOKYO FM）                                                                                        | 9:00 スパクル!! 〜Cool Beats & Pop Life〜 ▽11:00 坂本美雨のディア・フレンズ（TOKYO FM）                                                                                        | 9:00 北川久仁子のbrilliant days×F ▽11:00 松任谷由実のYuming Chord（TOKYO FM） ▽12:50 1/f ゆらぎ旅 ▽14:55 吉田麻也のチャレンジ&カバー （TOKYO FM） ▽16:30 FIGHTERS THE RADIO TIME（ナイターシーズンのみ、ホームゲームでの開催が無い場合は、16:55 - 17:00に『ファイターズ情報』を放送） |
| 10                             | 9:00 スパクル!! 〜Cool Beats & Pop Life〜 ▽11:00 坂本美雨のディア・フレンズ（TOKYO FM）                                                                                        | 9:00 スパクル!! 〜Cool Beats & Pop Life〜 ▽11:00 坂本美雨のディア・フレンズ（TOKYO FM）                                                                                        | 9:00 スパクル!! 〜Cool Beats & Pop Life〜 ▽11:00 坂本美雨のディア・フレンズ（TOKYO FM）                                                                                        | 9:00 スパクル!! 〜Cool Beats & Pop Life〜 ▽11:00 坂本美雨のディア・フレンズ（TOKYO FM）                                                                                        | 9:00 北川久仁子のbrilliant days×F ▽11:00 松任谷由実のYuming Chord（TOKYO FM） ▽12:50 1/f ゆらぎ旅 ▽14:55 吉田麻也のチャレンジ&カバー （TOKYO FM） ▽16:30 FIGHTERS THE RADIO TIME（ナイターシーズンのみ、ホームゲームでの開催が無い場合は、16:55 - 17:00に『ファイターズ情報』を放送） |
| 11                             | 9:00 スパクル!! 〜Cool Beats & Pop Life〜 ▽11:00 坂本美雨のディア・フレンズ（TOKYO FM）                                                                                        | 9:00 スパクル!! 〜Cool Beats & Pop Life〜 ▽11:00 坂本美雨のディア・フレンズ（TOKYO FM）                                                                                        | 9:00 スパクル!! 〜Cool Beats & Pop Life〜 ▽11:00 坂本美雨のディア・フレンズ（TOKYO FM）                                                                                        | 9:00 スパクル!! 〜Cool Beats & Pop Life〜 ▽11:00 坂本美雨のディア・フレンズ（TOKYO FM）                                                                                        | 9:00 北川久仁子のbrilliant days×F ▽11:00 松任谷由実のYuming Chord（TOKYO FM） ▽12:50 1/f ゆらぎ旅 ▽14:55 吉田麻也のチャレンジ&カバー （TOKYO FM） ▽16:30 FIGHTERS THE RADIO TIME（ナイターシーズンのみ、ホームゲームでの開催が無い場合は、16:55 - 17:00に『ファイターズ情報』を放送） |
| 11:55 道新ヘッドラインニュース | | | | | 9:00 北川久仁子のbrilliant days×F ▽11:00 松任谷由実のYuming Chord（TOKYO FM） ▽12:50 1/f ゆらぎ旅 ▽14:55 吉田麻也のチャレンジ&カバー （TOKYO FM） ▽16:30 FIGHTERS THE RADIO TIME（ナイターシーズンのみ、ホームゲームでの開催が無い場合は、16:55 - 17:00に『ファイターズ情報』を放送） |
| 12                             | 12:00 Be My Radio ▽12:30（月）北海道品質プロジェクト /（火）EZO CLUB RADIO /（木）アップダウンのトークイリュージョン ▽14:55 IMP.のIMPickup（TOKYO FM）                         | 12:00 Be My Radio ▽12:30（月）北海道品質プロジェクト /（火）EZO CLUB RADIO /（木）アップダウンのトークイリュージョン ▽14:55 IMP.のIMPickup（TOKYO FM）                         | 12:00 Be My Radio ▽12:30（月）北海道品質プロジェクト /（火）EZO CLUB RADIO /（木）アップダウンのトークイリュージョン ▽14:55 IMP.のIMPickup（TOKYO FM）                         | 12:00 Be My Radio ▽12:30（月）北海道品質プロジェクト /（火）EZO CLUB RADIO /（木）アップダウンのトークイリュージョン ▽14:55 IMP.のIMPickup（TOKYO FM）                         | 9:00 北川久仁子のbrilliant days×F ▽11:00 松任谷由実のYuming Chord（TOKYO FM） ▽12:50 1/f ゆらぎ旅 ▽14:55 吉田麻也のチャレンジ&カバー （TOKYO FM） ▽16:30 FIGHTERS THE RADIO TIME（ナイターシーズンのみ、ホームゲームでの開催が無い場合は、16:55 - 17:00に『ファイターズ情報』を放送） |
| 13                             | 12:00 Be My Radio ▽12:30（月）北海道品質プロジェクト /（火）EZO CLUB RADIO /（木）アップダウンのトークイリュージョン ▽14:55 IMP.のIMPickup（TOKYO FM）                         | 12:00 Be My Radio ▽12:30（月）北海道品質プロジェクト /（火）EZO CLUB RADIO /（木）アップダウンのトークイリュージョン ▽14:55 IMP.のIMPickup（TOKYO FM）                         | 12:00 Be My Radio ▽12:30（月）北海道品質プロジェクト /（火）EZO CLUB RADIO /（木）アップダウンのトークイリュージョン ▽14:55 IMP.のIMPickup（TOKYO FM）                         | 12:00 Be My Radio ▽12:30（月）北海道品質プロジェクト /（火）EZO CLUB RADIO /（木）アップダウンのトークイリュージョン ▽14:55 IMP.のIMPickup（TOKYO FM）                         | 9:00 北川久仁子のbrilliant days×F ▽11:00 松任谷由実のYuming Chord（TOKYO FM） ▽12:50 1/f ゆらぎ旅 ▽14:55 吉田麻也のチャレンジ&カバー （TOKYO FM） ▽16:30 FIGHTERS THE RADIO TIME（ナイターシーズンのみ、ホームゲームでの開催が無い場合は、16:55 - 17:00に『ファイターズ情報』を放送） |
| 14                             | 12:00 Be My Radio ▽12:30（月）北海道品質プロジェクト /（火）EZO CLUB RADIO /（木）アップダウンのトークイリュージョン ▽14:55 IMP.のIMPickup（TOKYO FM）                         | 12:00 Be My Radio ▽12:30（月）北海道品質プロジェクト /（火）EZO CLUB RADIO /（木）アップダウンのトークイリュージョン ▽14:55 IMP.のIMPickup（TOKYO FM）                         | 12:00 Be My Radio ▽12:30（月）北海道品質プロジェクト /（火）EZO CLUB RADIO /（木）アップダウンのトークイリュージョン ▽14:55 IMP.のIMPickup（TOKYO FM）                         | 12:00 Be My Radio ▽12:30（月）北海道品質プロジェクト /（火）EZO CLUB RADIO /（木）アップダウンのトークイリュージョン ▽14:55 IMP.のIMPickup（TOKYO FM）                         | 9:00 北川久仁子のbrilliant days×F ▽11:00 松任谷由実のYuming Chord（TOKYO FM） ▽12:50 1/f ゆらぎ旅 ▽14:55 吉田麻也のチャレンジ&カバー （TOKYO FM） ▽16:30 FIGHTERS THE RADIO TIME（ナイターシーズンのみ、ホームゲームでの開催が無い場合は、16:55 - 17:00に『ファイターズ情報』を放送） |
| 15                             | 12:00 Be My Radio ▽12:30（月）北海道品質プロジェクト /（火）EZO CLUB RADIO /（木）アップダウンのトークイリュージョン ▽14:55 IMP.のIMPickup（TOKYO FM）                         | 12:00 Be My Radio ▽12:30（月）北海道品質プロジェクト /（火）EZO CLUB RADIO /（木）アップダウンのトークイリュージョン ▽14:55 IMP.のIMPickup（TOKYO FM）                         | 12:00 Be My Radio ▽12:30（月）北海道品質プロジェクト /（火）EZO CLUB RADIO /（木）アップダウンのトークイリュージョン ▽14:55 IMP.のIMPickup（TOKYO FM）                         | 12:00 Be My Radio ▽12:30（月）北海道品質プロジェクト /（火）EZO CLUB RADIO /（木）アップダウンのトークイリュージョン ▽14:55 IMP.のIMPickup（TOKYO FM）                         | 9:00 北川久仁子のbrilliant days×F ▽11:00 松任谷由実のYuming Chord（TOKYO FM） ▽12:50 1/f ゆらぎ旅 ▽14:55 吉田麻也のチャレンジ&カバー （TOKYO FM） ▽16:30 FIGHTERS THE RADIO TIME（ナイターシーズンのみ、ホームゲームでの開催が無い場合は、16:55 - 17:00に『ファイターズ情報』を放送） |
| 15:55 道新ヘッドラインニュース | | | | | 9:00 北川久仁子のbrilliant days×F ▽11:00 松任谷由実のYuming Chord（TOKYO FM） ▽12:50 1/f ゆらぎ旅 ▽14:55 吉田麻也のチャレンジ&カバー （TOKYO FM） ▽16:30 FIGHTERS THE RADIO TIME（ナイターシーズンのみ、ホームゲームでの開催が無い場合は、16:55 - 17:00に『ファイターズ情報』を放送） |
| 16                             | 16:00 Pre pallet~プレパレ~ ▽17:50 SUZUKI No.1 Factory（TOKYO FM） 月曜：miku&SATORU 火曜：mitsuki&SATORU 水曜：mitsuki&SATORU 木曜：shuffle on Thursday                        | 16:00 Pre pallet~プレパレ~ ▽17:50 SUZUKI No.1 Factory（TOKYO FM） 月曜：miku&SATORU 火曜：mitsuki&SATORU 水曜：mitsuki&SATORU 木曜：shuffle on Thursday                        | 16:00 Pre pallet~プレパレ~ ▽17:50 SUZUKI No.1 Factory（TOKYO FM） 月曜：miku&SATORU 火曜：mitsuki&SATORU 水曜：mitsuki&SATORU 木曜：shuffle on Thursday                        | 16:00 Pre pallet~プレパレ~ ▽17:50 SUZUKI No.1 Factory（TOKYO FM） 月曜：miku&SATORU 火曜：mitsuki&SATORU 水曜：mitsuki&SATORU 木曜：shuffle on Thursday                        | 9:00 北川久仁子のbrilliant days×F ▽11:00 松任谷由実のYuming Chord（TOKYO FM） ▽12:50 1/f ゆらぎ旅 ▽14:55 吉田麻也のチャレンジ&カバー （TOKYO FM） ▽16:30 FIGHTERS THE RADIO TIME（ナイターシーズンのみ、ホームゲームでの開催が無い場合は、16:55 - 17:00に『ファイターズ情報』を放送） |
| 17                             | 16:00 Pre pallet~プレパレ~ ▽17:50 SUZUKI No.1 Factory（TOKYO FM） 月曜：miku&SATORU 火曜：mitsuki&SATORU 水曜：mitsuki&SATORU 木曜：shuffle on Thursday                        | 16:00 Pre pallet~プレパレ~ ▽17:50 SUZUKI No.1 Factory（TOKYO FM） 月曜：miku&SATORU 火曜：mitsuki&SATORU 水曜：mitsuki&SATORU 木曜：shuffle on Thursday                        | 16:00 Pre pallet~プレパレ~ ▽17:50 SUZUKI No.1 Factory（TOKYO FM） 月曜：miku&SATORU 火曜：mitsuki&SATORU 水曜：mitsuki&SATORU 木曜：shuffle on Thursday                        | 16:00 Pre pallet~プレパレ~ ▽17:50 SUZUKI No.1 Factory（TOKYO FM） 月曜：miku&SATORU 火曜：mitsuki&SATORU 水曜：mitsuki&SATORU 木曜：shuffle on Thursday                        | 9:00 北川久仁子のbrilliant days×F ▽11:00 松任谷由実のYuming Chord（TOKYO FM） ▽12:50 1/f ゆらぎ旅 ▽14:55 吉田麻也のチャレンジ&カバー （TOKYO FM） ▽16:30 FIGHTERS THE RADIO TIME（ナイターシーズンのみ、ホームゲームでの開催が無い場合は、16:55 - 17:00に『ファイターズ情報』を放送） |
| 17:30 AIR-G' POWER PLAY        | 16:00 Pre pallet~プレパレ~ ▽17:50 SUZUKI No.1 Factory（TOKYO FM） 月曜：miku&SATORU 火曜：mitsuki&SATORU 水曜：mitsuki&SATORU 木曜：shuffle on Thursday                        | 16:00 Pre pallet~プレパレ~ ▽17:50 SUZUKI No.1 Factory（TOKYO FM） 月曜：miku&SATORU 火曜：mitsuki&SATORU 水曜：mitsuki&SATORU 木曜：shuffle on Thursday                        | 16:00 Pre pallet~プレパレ~ ▽17:50 SUZUKI No.1 Factory（TOKYO FM） 月曜：miku&SATORU 火曜：mitsuki&SATORU 水曜：mitsuki&SATORU 木曜：shuffle on Thursday                        | 16:00 Pre pallet~プレパレ~ ▽17:50 SUZUKI No.1 Factory（TOKYO FM） 月曜：miku&SATORU 火曜：mitsuki&SATORU 水曜：mitsuki&SATORU 木曜：shuffle on Thursday                        | |
| 17:35 くにぽん                 | 16:00 Pre pallet~プレパレ~ ▽17:50 SUZUKI No.1 Factory（TOKYO FM） 月曜：miku&SATORU 火曜：mitsuki&SATORU 水曜：mitsuki&SATORU 木曜：shuffle on Thursday                        | 16:00 Pre pallet~プレパレ~ ▽17:50 SUZUKI No.1 Factory（TOKYO FM） 月曜：miku&SATORU 火曜：mitsuki&SATORU 水曜：mitsuki&SATORU 木曜：shuffle on Thursday                        | 16:00 Pre pallet~プレパレ~ ▽17:50 SUZUKI No.1 Factory（TOKYO FM） 月曜：miku&SATORU 火曜：mitsuki&SATORU 水曜：mitsuki&SATORU 木曜：shuffle on Thursday                        | 16:00 Pre pallet~プレパレ~ ▽17:50 SUZUKI No.1 Factory（TOKYO FM） 月曜：miku&SATORU 火曜：mitsuki&SATORU 水曜：mitsuki&SATORU 木曜：shuffle on Thursday                        | |
| 18                             | 16:00 Pre pallet~プレパレ~ ▽17:50 SUZUKI No.1 Factory（TOKYO FM） 月曜：miku&SATORU 火曜：mitsuki&SATORU 水曜：mitsuki&SATORU 木曜：shuffle on Thursday                        | 16:00 Pre pallet~プレパレ~ ▽17:50 SUZUKI No.1 Factory（TOKYO FM） 月曜：miku&SATORU 火曜：mitsuki&SATORU 水曜：mitsuki&SATORU 木曜：shuffle on Thursday                        | 16:00 Pre pallet~プレパレ~ ▽17:50 SUZUKI No.1 Factory（TOKYO FM） 月曜：miku&SATORU 火曜：mitsuki&SATORU 水曜：mitsuki&SATORU 木曜：shuffle on Thursday                        | 16:00 Pre pallet~プレパレ~ ▽17:50 SUZUKI No.1 Factory（TOKYO FM） 月曜：miku&SATORU 火曜：mitsuki&SATORU 水曜：mitsuki&SATORU 木曜：shuffle on Thursday                        | 18:00 IMAREAL |
| 19                             | 19:00 夜はこれから | 19:00 コトダス | 19:00 ロイズFMコレクション | 19:00 LOVE CONSADOLE | 18:00 IMAREAL |
| 19                             | 19:30 にーはち.スポーツ | 19:30 小澤ちひろのMusic in Mind | 19:30 REALIVE RADIO | 19:30 みんおん JASMINE EXPRESS | 18:00 IMAREAL |
| 20                             | 20:00 MUSIK BARISTA | 20:00 MUSIK BARISTA | 20:00 MUSIK BARISTA | 20:00 MUSIK BARISTA | 18:00 IMAREAL |
| 21                             | 20:00 MUSIK BARISTA | 20:00 MUSIK BARISTA | 20:00 MUSIK BARISTA | 20:00 MUSIK BARISTA | 18:00 IMAREAL |
| 21:30 GLAY RADIO FAN MEETING   | 21:30 アキオカマサコと月散歩 | 21:30 山本紗綺のスクランブルラジオ! | 21:30 Far East Disco | | 18:00 IMAREAL |
| 21:55 BRAND-NEW SONG           | | | | | 18:00 IMAREAL |
| 22                             | 22:00 SCHOOL OF LOCK!（TOKYO FM） ▽22:55 どっちのCat or Dog（TOKYO FM） | 22:00 SCHOOL OF LOCK!（TOKYO FM） ▽22:55 どっちのCat or Dog（TOKYO FM） | 22:00 SCHOOL OF LOCK!（TOKYO FM） ▽22:55 どっちのCat or Dog（TOKYO FM） | 22:00 SCHOOL OF LOCK!（TOKYO FM） ▽22:55 どっちのCat or Dog（TOKYO FM） | 22:00 SCHOOL OF LOCK! FRIDAY（TOKYO FM） |
| 22                             | 22:00 SCHOOL OF LOCK!（TOKYO FM） ▽22:55 どっちのCat or Dog（TOKYO FM） | 22:00 SCHOOL OF LOCK!（TOKYO FM） ▽22:55 どっちのCat or Dog（TOKYO FM） | 22:00 SCHOOL OF LOCK!（TOKYO FM） ▽22:55 どっちのCat or Dog（TOKYO FM） | 22:00 SCHOOL OF LOCK!（TOKYO FM） ▽22:55 どっちのCat or Dog（TOKYO FM） | 22:55 BRAND-NEW SONG |
| 23                             | 22:00 SCHOOL OF LOCK!（TOKYO FM） ▽22:55 どっちのCat or Dog（TOKYO FM） | 22:00 SCHOOL OF LOCK!（TOKYO FM） ▽22:55 どっちのCat or Dog（TOKYO FM） | 22:00 SCHOOL OF LOCK!（TOKYO FM） ▽22:55 どっちのCat or Dog（TOKYO FM） | 22:00 SCHOOL OF LOCK!（TOKYO FM） ▽22:55 どっちのCat or Dog（TOKYO FM） | 23:00 もにゅそで 知らんけどアッパー（TOKYO FM） |
| 23                             | 23:55 AIR-G' POWER PLAY | | | | |
| 0                              | 0:00 JET STREAM（TOKYO FM） | 0:00 JET STREAM（TOKYO FM） | 0:00 JET STREAM（TOKYO FM） | 0:00 JET STREAM（TOKYO FM） | 0:00 JET STREAM（TOKYO FM） |
| 0                              | 0:55 アーティスト・フラッシュ | | | | |
| 1                              | 1:00 わくわくLPランド | 1:00 トライプレイン 魂のフライト | 1:00 盛合でぇすけのわやわやDooon!! | 1:00 KOTOKOノコト | 1:00 From INI（JFNC） |
| 1                              | 1:30 MUSIC PLANET presents RADIO★PLANET Hokkaido | 1:30 風越星名 V*V avenue | 1:30 放課後革命倶楽部 | 1:30 スナックラジオほろろ | 1:00 From INI（JFNC） |
| 2                              | 2:00 MUSIK BARISTA【再放送】 | 2:00 MUSIK BARISTA【再放送】 | 2:00 MUSIK BARISTA【再放送】 | 2:00 MUSIK BARISTA【再放送】 | 1:00 From INI（JFNC） |
| 3                              | 2:00 MUSIK BARISTA【再放送】 | 2:00 MUSIK BARISTA【再放送】 | 2:00 MUSIK BARISTA【再放送】 | 2:00 MUSIK BARISTA【再放送】 | 3:00 やまだひさしのラジアンリミテッドF（JFNC） |
| 3                              | 3:30 MUSIC PATIO | | | | 3:00 やまだひさしのラジアンリミテッドF（JFNC） |
| 4                              | | | | | 3:00 やまだひさしのラジアンリミテッドF（JFNC） |

#### 週末
| 時 | 土曜                                                                           | 日曜                                                                                   |
| -- | ------------------------------------------------------------------------------ | -------------------------------------------------------------------------------------- |
| 5  | 5:00 MUSIC PATIO                                                               | 5:00 朝クラ! ▽5:30 日本製紙クリネックスpresents札響プレイヤーズファイル                |
| 5  | 5:00 MUSIC PATIO                                                               | 5:55 BRAND-NEW SONG MORNING                                                            |
| 6  | 6:00 FM FOLK KIDS                                                              | 6:00 AIR-G'農Lands                                                                     |
| 6  | 6:30 MIKAKOマガジン                                                            | 6:00 AIR-G'農Lands                                                                     |
| 7  | 7:00 小澤俊夫 昔話へのご招待（FM福岡）                                         | 7:00 杉浦太陽・村上佳菜子 日曜まなびより（TOKYO FM）                                   |
| 7  | 7:25 BRAND-NEW SONG MORNING                                                    |                                                                                        |
| 7  | 7:30 LEVANGA STATION                                                           | 7:30 fika                                                                              |
| 8  | 8:00 &.LOVE（第1部）                                                           | 8:00 ウポポイラジオ                                                                    |
| 8  | 8:00 &.LOVE（第1部）                                                           | 8:30 にこにこぎゅっ                                                                    |
| 9  | 8:00 &.LOVE（第1部）                                                           | 9:00 RADIOクルマ図鑑                                                                   |
| 9  | 8:00 &.LOVE（第1部）                                                           | 9:30 そと遊びRadio                                                                     |
| 9  | 8:00 &.LOVE（第1部）                                                           | 9:55 BRAND-NEW SONG MORNING                                                            |
| 10 | 10:00 SPORTS BEAT Supported by TOYOTA（TOKYO FM）                              | 10:00 ASKA Terminal Melody（TOKYO FM）                                                 |
| 10 | 10:00 SPORTS BEAT Supported by TOYOTA（TOKYO FM）                              | 10:30 YKK AP presents 皆藤愛子の窓Cafe' 〜窓辺でCafe'Time〜（TOKYO FM）                |
| 10 | 10:50 コスモ アースコンシャスアクト 未来へのメッセージ（TOKYO FM）             |                                                                                        |
| 10 | 10:55 AIR-G' ヘッドラインニュース                                              |                                                                                        |
| 11 | 11:00 &.LOVE（第2部）                                                          | 11:00 Oggi otto Music Shampoo（FM大阪）                                                |
| 11 | 11:00 &.LOVE（第2部）                                                          | 11:30 木村拓哉 FLOW Supported by GYAO!（TOKYO FM）                                     |
| 11 | 11:55 道新ヘッドラインニュース                                                 |                                                                                        |
| 12 | 12:00 SATURDAY FUN                                                             | 12:00 津田健次郎 SPEA/KING（TOKYO FM）                                                 |
| 12 | 12:00 SATURDAY FUN                                                             | 12:30 CHINTAI presents きゃりーぱみゅぱみゅ Chapter＃0〜Touch Your Heart〜（TOKYO FM） |
| 12 | 12:55 天気予報                                                                 |                                                                                        |
| 13 | 13:00 JA全農 COUNTDOWN JAPAN（TOKYO FM）                                       | 13:00 いいこと、聴いた（TOKYO FM）                                                     |
| 13 | 13:55 JA共済 にほんのたから ちいきのきずな（TOKYO FM）                         | 13:55 AIR-G' EXPRESS                                                                   |
| 14 | 14:00 福山雅治 福のラジオ（TOKYO FM）                                          | 14:00 山下達郎の楽天カード サンデー・ソングブック（TOKYO FM）                          |
| 14 | 14:55 AIR-G' ヘッドラインニュース                                              |                                                                                        |
| 15 | 15:00 おと、をかし（TOKYO FM）                                                 | 15:00 日本郵便 SUNDAY'S POST（TOKYO FM）                                               |
| 15 | 15:25 日本住宅ローン GO!GO!家族（TOKYO FM）                                    | 15:00 日本郵便 SUNDAY'S POST（TOKYO FM）                                               |
| 15 | 15:30 広瀬すずの「よはくじかん」（TOKYO FM）                                   | 15:00 日本郵便 SUNDAY'S POST（TOKYO FM）                                               |
| 15 | 15:50 ルートインホテルズ presents とっておきここだけの旅～ここ旅～（TOKYO FM） |                                                                                        |
| 15 | 15:55 AIR-G' POWER PLAY                                                        |                                                                                        |
| 16 | 16:00 リリー・フランキー「スナック ラジオ」（TOKYO FM）                        | 16:00 ももいろクローバーZのSUZUKI ハッピー・クローバー!TOP10（TOKYO FM）               |
| 16 | 16:55 道新ヘッドラインニュース                                                 |                                                                                        |
| 17 | 17:00 川島明 そもそもの話（TOKYO FM）                                          | 17:00 NISSAN あ、安部礼司〜BEYOND THE AVERAGE（TOKYO FM）                              |
| 17 | 17:55 天気予報                                                                 |                                                                                        |
| 18 | 18:00 SPITZ 草野マサムネのロック大陸漫遊記（TOKYO FM）                         | 18:00 西山美食話                                                                       |
| 18 | 18:00 SPITZ 草野マサムネのロック大陸漫遊記（TOKYO FM）                         | 18:30 世界のあこがれ〜北海道ブランド〜                                                 |
| 18 | 18:55 道新ヘッドラインニュース                                                 |                                                                                        |
| 19 | 19:00 AK-69 HOT69（エフエムナックファイブ）                                    | 19:00 FM SPECIAL WAVE                                                                  |
| 19 | 19:30 瀬川あやかの『笑えば委員会』                                             | 19:00 FM SPECIAL WAVE                                                                  |
| 20 | 20:00 まちのミライ RADIO                                                       | 20:00 G-CUTS ALIVE                                                                     |
| 20 | 20:30 Da-iCEの大野雄大ッス！supported by BOAT RACE（TOKYO FM）                 | 20:00 G-CUTS ALIVE                                                                     |
| 20 | 20:55 AIR-G' POWER PLAY                                                        |                                                                                        |
| 21 | 21:00 トッティーのYeah!!                                                       | 21:00 YOUとすぐイノベーション                                                          |
| 21 | 21:30 PRECIOUS TIME                                                            | 21:30 chillax                                                                          |
| 21 | 21:55 北海道新聞「いずみ」より                                                 | 21:55 AIR-G' POWER PLAY                                                                |
| 22 | 22:00 ドリームハート（TOKYO FM）                                               | 22:00 FM ROCK KIDS                                                                     |
| 22 | 22:30 SEKAI NO OWARI “The House”（TOKYO FM）                                   | 22:00 FM ROCK KIDS                                                                     |
| 22 | 22:55 BRAND-NEW SONG                                                           |                                                                                        |
| 23 | 23:00 桑田佳祐のやさしい夜遊び（TOKYO FM）                                     | 23:00 鈴木敏夫のジブリ汗まみれ（TOKYO FM）                                             |
| 23 | 23:00 桑田佳祐のやさしい夜遊び（TOKYO FM）                                     | 23:30 The Classic（TOKYO FM）                                                          |
| 23 | 23:55 イッツミー                                                               |                                                                                        |
| 0  | 0:00 Next G'Fields                                                             | 0:00 Creative Circus powered by AWA                                                    |
| 0  | 0:00 Next G'Fields                                                             | 0:30 MUSIC PATIO                                                                       |
| 1  | 1:00 MUSIC PATIO                                                               |                                                                                        |
| 2  | 1:00 MUSIC PATIO                                                               | （2:00 - 5:00 放送休止）                                                               |
| 3  | 1:00 MUSIC PATIO                                                               | （2:00 - 5:00 放送休止）                                                               |
| 4  | 1:00 MUSIC PATIO                                                               | （2:00 - 5:00 放送休止）                                                               |

## 人物

### アナウンサー
- 高山秀毅

### かつて在籍していたアナウンサー
- 油谷昭雄（開局時より在籍。本社編成制作部副部長を経て2023年9月末を以て定年退職）提供アナウンスのほか、『R50 SOUND GRAFFITI』の洋楽部門のパーソナリティも務めた。
- 井上篤朗
- 中田美知子（東京支社勤務を経て、現在は常務取締役）
- 千葉ひろみ （2017年より東京支社長）
- 松本つぐみ
- 水本香里（2006年退社）
- 山田愛
- 森本優（編成部兼務・2025年退社）

### その他
- 佐藤光明（元代表取締役社長）
- 宇佐美暢子（前代表取締役社長）北海道内の民放で初の女性社長
- 増渕敏之（NTV映像センター、AIR-G`、東芝EMI、ソニー・ミュージック・エンタテインメントを経て現在法政大学大学院政策創造研究科教授）

### DJ・担当番組
- 綾野ましろ - 綾野ましろのSWEET GANG Hz
- 五十嵐浩晃 - 時計台ビリー、おいしい時間
- 井上仁志（THE TON-UP MORTORS) - asatan presents Hitoshi Inoue CONNECTALK
- オクラホマ - オクラホマの北海道関西化計画
- 香川万里 - 西山グルメトーク（美食話）
- 鎌田理奈 - G-CUTS ALIVE
- KARASU（横内則子） - AIR-G' ALBUM COUNTDOWN、カラスの言葉音
- Galileo Galilei - Galileo GalileiのGaliberocca
- きーぽん - LUV TRACKS
- 北川久仁子 - SWEET GREEN、brilliant days"F"
- 木藤玲子 - 朝MORi（水）
- 木村愛里 - SATURDAY FUN
- くどうみき - みんおん JASMINE EXPRESS
- 鼓田ミナレ - 波よ聞いてくれ 〜Wave,Listen to me!〜
- 坂本サトル - MIDNIGHT RADIO PARK J-POP REVIEW 坂本サトルの夜のマヨイゴト
- サカナクション - SAKANAcolor
- Sana - Diglink~ディグリンク
- サンプラザ中野くん - SATURDAY FUN
- 杉山里穂 - 波よ聞いてくれ 〜Wave,Listen to me!〜
- SPARKS GO GO - FM ROCK KIDS
- 鈴木愛奈 - 鈴木愛奈のring A radio
- 高橋舞 - AIR-G' ラジオショッピング「ラディ・メルカート」（ショッピングキャスター）
- 小澤ちひろ - LOVERSSOULのぐっでぐった♪、朝MORi（月）、WE are the RADIO
- チュール - どさんこチュールのポテトはいかが?DX
- 野宮範子 - F+
- 花園ゆき - M'sgarden
- 林勇 - SCREEN modeのStars Radio
- 林美香子 - Let's Hit The Road、MIKAKOマガジン
- 萬谷利久子 - FMスカイステーション
- ヒデミ（雷鼓） - FM ROCK KIDS NAKED
- 平道のりか - La Vita Vivace（レポーター）
- 平川弘 - Morning PAX、Vivid Couleur、フォルサ・コンサドーレ（スポーツコメンテーター）
- BBHF - BBHFTalks
- フルーティー - フルーティーのミックスジュースR、GTR（初代GTガールズ）
- 松尾亜希子 - LOVE&SMILE、Sparkle Sparkler
- 福田大樹（B☆Luck） - DASH 9
- 三田地大輔（B☆Luck） - DASH 9
- 三塚洋美 - IN THE MOON LiGHT （音楽情報ゲストインタビュー番組）Day Brake Bries （音楽、情報番組）OLおこずかい倍増委員会。他特番、AIR-Gイベント多数。ﾀｶﾀﾗｼﾞｵｼｮｯﾋﾟﾝｸスタジオ受けパーソナリティー、AIR-G' ラジオショッピング「ラディ・メルカート」（ショッピングキャスター）
- 箕輪直人 - Zenkai Stage Flat Out!!、my Roots、北海道BUBU presents SHIFT CHANGE FRIDAY
- momoko（momonaki） - momokoのももころじー
- 屋木志都子 - LOVE&SMILE（レポーター）・AIR-G' ラジオショッピング「ラディ・メルカート」（ショッピングキャスター）
- DJ龍太 - 大三元、AIR-G' 40 VIBES、R、COUNT DOWN TOP40、龍・拡・散、The road to sky blue
- 下川佳代 - Kayo's radio「ECCENTRIC CHIC」

### 過去に担当していたDJなど
- 藍井エイル ‐ EIR⇔LINE
- 青山夕香（元ミスさっぽろ・元ミス日本北海道地区代表） ‐ ラジオショッピング「ラディ・メルカート」ショッピングキャスター）
- 大泉洋（TEAM NACS） - GOLGO、GOLGOLGO、NACS GOTTA ME!、R
- 大下宗吾 ‐ MORYSTAGE
- 音尾琢真（TEAM NACS） - NACS GOTTA ME!
- 大橋純子 ‐ O-toneたちのBetter Days
- GRANRODEO‐GRANRODEO RADIO ROCK★SHOW
- 鈴井貴之 - GO・I・S、KING GO・I・S、HOME&AWAY、FM ROCK KIDS、鈴井貴之 ラジヲの時間
- DJ.Jackie Jacky‐Friday Night Live（謎の覆面DJジャッキー・ジャッキー）
- 坪田佳代子 ‐ Sweet Heart Box
- 戸次重幸（TEAM NACS） - SATURDAY MIDNIGHT FEVER、NACS GOTTA ME!、R、Side7
- ニール･ハートマン ‐ Friday Night Live
- 林唯衣 ‐ LUV TRACKS、BOND GIRL!
- 船守さちこ ‐ Spicy Friday
- 前田幸 - 大三元・MOXY「APIA INFORMATION」コーナー、アンニョン?、ANI-ON!
- 三上美香 ‐ ラジオショッピング「ラディ・メルカート」ショッピングキャスター
- 宮崎奈緒美 ‐ R、HOME&AWAY
- 森基誉則 - Dive into The Night、ASAHI BEER presents NIKKA 竹鶴 CONNECTION、scratch!、MOXY、朝MORi
- 森崎博之（TEAM NACS） ‐ NACS GOTTA ME!、R、MORY STAGE
- 和島あみ - 和島あみのEZO DRIVE
- 安田顕（TEAM NACS） - GOLGO、G-BooM!、GOLGOLGO、NACS GOTTA ME!、R、顕さんの丑三つ前
- より子 ‐ 音屋より子
- modern grey ‐MO・MO・N・GA(月曜日）、2500mps(25:00 MUSIC POWERS)(火曜日)